# 渡辺和行
渡辺 和行（わたなべ かずゆき、1952年 - ）は、日本の政治学者、歴史学者。専門はフランス現代史。奈良女子大学文学部教授。

## 来歴
岐阜県生まれ。京都大学法学部卒業、同大学院法学研究科博士後期課程単位取得満期退学。香川大学法学部教授を経て現職。2002年、京都大学博士（法学）。論文は「フランス人とスペイン内戦 : 不干渉と宥和 」。

## 著作

### 単著
- 『ナチ占領下のフランス――沈黙・抵抗・協力』（講談社選書メチエ、1994年）
- 『ホロコーストのフランス――歴史と記憶』（人文書院、1998年）
- 『フランス人とスペイン内戦――不干渉と宥和』（ミネルヴァ書房、2003年）
- 『エトランジェのフランス史――国民・移民・外国人』（山川出版社、2007年）
- 『近代フランスの歴史学と歴史家――クリオとナショナリズム』（ミネルヴァ書房、2009年）
- 『ド・ゴール』（山川出版社「世界史リブレット」、2013年）
- 『フランス人民戦線　反ファシズム・反恐慌・文化革命』（人文書院、2013年）
- 『ドゴールと自由フランス　主権回復のレジスタンス』（昭和堂、2017年）

### 共著
- （南充彦・森本哲郎）『現代フランス政治史』（ナカニシヤ出版, 1997年）
- （橋本伸也・藤井泰・進藤修一・安原義仁）『近代ヨーロッパの探究（4）エリート教育』（ミネルヴァ書房, 2001年）

### 共編著
- （谷川稔）『近代フランスの歴史――国民国家形成の彼方に』（ミネルヴァ書房, 2006年）

### 訳書
- ロバート・O・パクストン『ヴィシー時代のフランス――対独協力と国民革命 1940-1944』（柏書房, 2004年）

## 参考
- セブンネット